# Johann Baptist Schneider

Weihbischof Schneider

Johann Baptist Schneider (* 28. Mai 1840 in Gaunersdorf, Niederösterreich; † 26. Jänner 1905 in Wien) war ein österreichischer römisch-katholischer Geistlicher, Generalvikar und Weihbischof der Erzdiözese Wien.

## Leben
Er besuchte das Schottengymnasium in Wien und trat 1856 gemeinsam mit Godfried Marschall in das neu gegründete fürsterzbischöfliche Knabenseminar in Wien ein, wechselte 1860 in das Wiener Priesterseminar und studierte katholische Theologie an der Universität Wien. Am 19. Juli 1864 empfing er die Priesterweihe. Er promovierte 1869 in Wien zum Dr. theol. und studierte danach in Rom kanonisches Recht. Während seines Romstudiums ab 1869 lebte er am Priesterkolleg Santa Maria dell’ Anima.
1870 wurde er k.k. Hofkaplan, 1871 Hofburg-Pfarrvikar, 1881 a.o. Professor der Fundamentaltheologie in Wien, 1885 Hof- und Burgpfarrer sowie Pfarrer von St. Augustin in Wien, 1891 Kanonikus von St. Stephan in Wien.
Am 25. Juni 1896 wurde er zum Weihbischof der Erzdiözese Wien und Titularbischof von Parnassus ernannt. Am 23. August 1896 spendete ihm Anton Josef Gruscha, Erzbischof von Wien, die Bischofsweihe. Mitkonsekratoren waren Eduard Angerer, Weihbischof in Wien, und Johannes Baptist Rößler, Bischof von St. Pölten. 1898 erfolgte seine Ernennung zum Generalvikar von Kardinal Gruscha, 1899 wurde er Dompropst von St. Stephan.

## Rezeption
- Im Volk wurde er der heiligmäßige Weihbischof genannt.[2]
- In seinem Geburtsort Gaweinstal (der Ort hieß bis 1917 noch „Gaunersdorf“), wurde die „Bischof-Schneider-Straße“ nach ihm benannt.